# Menthinae
Menthinae, podtribus usnatica, dio tribusa Mentheae. Pripada mu oko 40 rodova

## Opis
Menthinae, jedno od pet podplemena Mentheae (Lamiaceae), s ca. 735 vrsta, zastupljen je u Brazilu širokim spektrom zeljastih biljaka i grmova. Tijekom istraživanja taksonomske povijesti skupine za projekt “Flora e Funga do Brasil” identificirano je nekoliko nomenklaturalnih problema s tipizacijama u skupini.
Menthinae su obično aromatične biljke ili grmovi, s uzdižućim ili divergentnim prašnicima koji nose često razdvojene teke, simetričnim (ili ± simetričnim) nektarisnim diskom, obično snažnim vjenčićima s 2 usne, čaškom s 11 do 15 živaca i ožiljkom od abscisije areolata na oraščiću (Harley et al. 2004). Skupina je monofiletska i dobro podržana, kao što je pokazano u nedavnim filogenetskim studijama temeljenim na molekularnim podacima (Drew & Sytsma, 2012.; Zhao et al. 2021.). Međutim, kako su pokazali Drew & Sytsma (2012), Bräuchler et al. (2010), i Drew et al. (2017), nekoliko njegovih neotropskih rodova zahtijeva daljnje istraživanje u vezi s njihovim ograničenjem.
Kurzivni tekstMenthinae je u Brazilu zastupljen sa 42 autohtone vrste u 8 rodova i uglavnom je raspoređen u otvorenim vegetacijskim tipovima, kao što je “campos de altitude” (zeljasta do grmolika vegetacija povezana s magmatskim ili metamorfnim izdancima, sastavljena uglavnom od granita, gnajsa ili nefelinskih sijenita, koji bio podignut tijekom tercijara, a počevši na visinama iznad 1500 m. nadmorske visine), “campos rupestres” (zeljasta do grmolika vegetacija na kvarcitnom, arenitnom i željeznom tlu i izdanci pretkambijskog podrijetla, uglavnom na visinama iznad 900 m.nad morem), oba s visokom razinom endemizma, “campos limpos” (travnjaci na niže nadmorske visine gdje dominira bilje, uglavnom članovima Poalesa, među raznim drugim zeljastim svojtama i vitkim grmljem), ili duž šumskih rubova Atlantske šume, područja Cerrado i Pampa (Rizzini, 1997; Vasconcelos, 2011; Antar et al. 2022).
Taksonomiju skupine prvobitno je predstavio Sprengel (1827.), koji nije odredio herbarije ili sakupljače za novoopisanu vrstu, a slijedio ga je Bentham (1834., 1848.), koji je u nekoliko navrata naveo više od jednog herbarija i/ili kolekcionar — često bez kolekcionarskih brojeva — za jednu vrstu, i to Briquetov (1896., 1887.). Epling (1936.) i Epling & Stewart (1939.) značajno su pridonijeli napretku taksonomskog proučavanja skupine, uključujući nekoliko lektotipizacija (ponekad nenamjernih — Prado et al. 2015.) i prijedlog nekoliko novih svojti. Nakon toga predložene su nove vrste ili kombinacije, ali je taksonomija većine skupine ostala uglavnom stabilna (Brade, 1943; Epling, 1951; Epling & Mathias, 1957; Epling & Játiva, 1963; Irving, 1980).
Dovršetkom projekta Menthinae genera za online Flora e Funga do Brasil (Antar et al. 2022.), ostalo je nekoliko neriješenih nomenklaturalnih pitanja za izvorne brazilske vrste Cunila D.Royen, Glechon Spreng., Hesperozygis Epling, Hoehnea Epling i Rhabdocaulon (Bent.) Epling. Ovi su rodovi zastupljeni u području atlantskih šuma, pri čemu je Hoehnea ograničena na njega, a ostali ga imaju kao glavno mjesto pojavljivanja u Brazilu (Epling, 1936; Epling & Stewart, 1939; Antar et al. 2022). Cunila, Glechon i uglavnom Rhabdocaulon također su zastupljeni u domeni Cerrado, dok su prve od njih i Hesperozygis pronađene u domeni Pampa (Epling & Stewart, 1939; Antar et al. 2022).

## Rodovi
1. Acanthomintha (A. Gray) A. Gray
2. Blephilia (L.) Raf.
3. Bystropogon L'Her.
4. Clinopodium L.
5. Conradina A.Gray
6. Cuminia Colla
7. Cunila Royen ex L.
8. Cyclotrichium (Boiss.) Manden. & Scheng.
9. Dicerandra Benth.
10. Drymosiphon Melnikov sinonim za Clinopodium
11. Eriothymus (Benth.) Rchb., sinonoim za Hedeoma
12. Glechon Spreng.
13. Gontscharovia Boriss.
14. Hedeoma Pers.
15. Hesperozygis Epling
16. Hoehnea Epling
17. Killickia Bräuchler, Heubl & Doroszenko
18. Kurzamra Kuntze
19. Mentha L.
20. Micromeria Benth.
21. Minthostachys (Benth.) Spach
22. Monarda L.
23. Monardella Benth.
24. Obtegomeria Doroszenko & P.D.Cantino
25. Origanum L.
26. Pentapleura Hand.-Mazz.
27. Piloblephis Raf.
28. Pogogyne Benth.
29. Poliomintha A.Gray
30. Pycnanthemum Michx.
31. Rhabdocaulon (Benth.) Epling
32. Rhododon Epling
33. Saccocalyx Cosson & Durand, možda Saturejinae ined.
34. Satureja L.
35. Stachydeoma Small, sinonoim za Hedeoma
36. Thymbra L.
37. Thymus L.
38. Zataria Boiss.
39. Ziziphora L.
40. ×Clinomicromeria Govaerts